# عبد الرحيم قرمان
عبد الرحيم عبد الرؤوف قرمان يشتهر كذلك باسم (عابد كرمان)، (ولد في حيفا أثناء الانتداب البريطاني عام 1938 - وتوفي في 28 مارس 2011)، وهو فلسطيني من عرب 48 عمل جاسوسا لمصر في إسرائيل نهاية الستينات، وتمكن من تنفيذ عدة عمليات مخابرتية ونقل معلومات هامة إلى مصر. ألقي القبض عليه مطلع العام 1970، حكم عليه بالسجن 16 عام، قضى منها 4 سنوات ثم تم تحريره في صفقة تبادل اسرى بين مصر وإسرائيل بعد حرب 1973، في العام 2000 تمكن من العودة إلى بلده وتوفي في قريته إبطن شرقي حيفا داخل إسرائيل.

## النشأة
ولد عبد الرحيم قرمان في عام 1938 لإحدي العائلات الفلسطينية الثرية والمرموقة في منطقة حيفا خلال الانتداب البريطاني، والده هو الحاج عبد الرؤوف قرمان، ووالدته ابريزا بدران المولودة في نابلس، كان عمه طاهر قرمان عميد عائلة قرمان نائبا لرئيس بلدية حيفا، قبل عام 1948. لعبد الرحيم 3 اخوة ذكور و4 اخوات من بينهن الفنانة الراحلة بشرى قرمان، والاديبة سعاد قرمان. وتنحدر العائلة من مدينة نابلس، وانتقلت إلى حيفا نهاية القرن الثامن عشر، وهناك اسس افرادها بقواهم الذاتية تجارة ناجحة كانت الطريق لتشكيل ثروة العائلة الاقتصادية.
استقرت العائلة في قرية (إبطن، شرقي حيفا) في فترة الحرب العالمية الثانية، حيث تمكنت العائلة بعد احتلال عام 1948 من الحفاظ على اراضيها وممتلكاتها القيمة في في مناطق الجليل الغربي ومدينة حيفا وجبل الكرمل والبقاء في بيوتها.
تلقي عبد الرحيم تعليمه في المدرسة الثانوية في حيفا، ومارس أعمال التجارة قبل ان يغادر قريته في نهاية الخمسينيات ويسافر إلي أوروبا حيث تعرف علي شابة فرنسية تدعي مونيك وتزوجها بعد أن أسلمت وعادا معا إلي إسرائيل وفي عام 1967.

## تجنيده وعمله لصالح المخابرات المصرية
غادر ومعه زوجته إسرائيل إلى فرنسا مرة أخرى من أجل تبني ولد من أحد مخيمات اللاجئين في الدول العربية، تعرف علي أحد المصريين الذي قدمه إلي أحد ضباط المخابرات العامة الذي استطاع بعد فترة أن يجنده ويدربه للعمل لصالح مصر، حيث تم تدريبه في بروكسل، وكلف بمهام مهمة للغاية منها تصوير سفن سلاح البحرية الإسرائيلي في حيفا وتصوير الصواريخ من طراز جبرائيل التي تطلق من البحر على الأهداف البحرية وكانت هذه الصواريخ من الأسرار العسكرية المهمة في الجيش الإسرائيلي كما كلف باختبار ملائمة طريق حيفا ـ عكا لاقلاع وهبوط الطائرات الحربية وقت الطوارئ ومحاولة التقرب من اليهود خاصة الذين يسافرون كثيرا للخارج مع التركيز على العاملين في القوات الجوية الإسرائيلية، ومن بين العلاقات الخاصة التي انشأها كانت مع موشيه ديان ورئيس مخابرات حيفا غيورا زايد، وثلاث وزراء إسرائيليين هم شلوموهيلل، بنحاس سابير، وفيكتور شيمتوف، وكانت إحدى أهم نجاحاته نقل مخططات خط بارليف للجانب المصري.
وفي ربيع عام 1969 نجح قرمان في تجنيد عميل جديد للمخابرات المصرية بناء على التعليمات الصادرة له وجند توفيق فياض بطاح البالغ من العمر ثلاثين عاما ويعمل موظفا في جمارك ميناء حيفا حيث رؤى ضرورة وجود أحد العملاء بصفة دائمة داخل الميناء لمراقبة القطع البحرية الإسرائيلية والإبلاغ عن كافة المعلومات والتفاصيل عنها وهو الأمر الذي تم بنجاح حتي نهاية عام 1970.

## القاء القبض عليه
كانت هفوة قرمان تكمن في تجنيدة لعميل جديد غير موثوق، حيث قبض عليه وعلى فياض في 13 يناير 1970 لعدم اتباعهما تعليمات الأمن المستديمة.واعتبرت القيادة المصرية أن أسرهم خسارة قومية من الدرجة الأولى،  وحكم علي قرمان بالسجن لمدة 12 عاما واستأنف الحكم أمام محكمة العدل العليا التي حكمت عليه بستة 16 بزيادة أربعة أعوام عن الحكم الأول، أما توفيق فياض بطاح فحكم عليه بالسجن لمدة 9 سنوات وظلا بالسجن لمدة أربعة أعوام حتى قامت المخابرات العامة المصرية بتبادلهما ومعهما آخران عام 1974 مقابل مبادلة الجاسوس الإسرائيلي باروخ زكي مزراحي.

## ما بعد صفقة التبادل
بعد تحرره، عمل في مجال الأعمال في مصر، وبعد توقيع معاهدة السلام المصرية- الإسرائيلية ولكونه حاملا للجنسية الفرنسية، سافر مع زوجته مونيك واستقر في أبو ظبى لمدة عشر سنوات، ثم عاد إلى فرنسا.
بعد اتفاق اوسلو رفضت السلطات الإسرائيلية طلبه للعودة مرتين، لكنها وفي مارس 1995 وافقت على السماح له بالعودة في حين رفضت منح زميله توفيق فياض بطاح هذا الحق إلى ان عاد هو الآخر العام 2015.
ظل عبد الرحيم قرمان يحتفظ بجنسيته الإسرائيلية، رغم ذلك انتهزت حكومة إسرائيل فرصة غيابه وصادرت 40 دونمًا من أرضه بجوار طريق كيريات أتا- شفا عمرو، عن طريق المسئول عن أملاك الغائبين، كما صادرت قطعة أرض أخرى كان يمتلكها للمصلحة عامة، حيث أنشئ عليها جزء من طريق جديد، هذا إضافة إلى اراضي أخرى صادرتها إسرائيل من عائلة قرمان. 

## وفاته
عاد إلى بلاده عام 2000، وتوفي عن عمر 79 بعد مرض عضال، في قريته ومسقط رأسه ابطن إلى الشرق من مدينة حيفا، في 28 مارس 2011.

## مسلسل عابد كرمان
في العام 2011، تم إنتاج مسلسل تلفزيوني عربي مستوحى من قصة حياة عبد الرحيم قرمان تحت اسم عابد كرمان، وتم عرضه على الشبكات العربية، من بطولة تيم حسن وكتب فيه السيناريو والحوار بشير الديك وأخرجه نادر جلال، ولم تتفق الاراء في مدى مصداقية المسلسل في تصوير حياة هذه الشخصية، ويرجح كتاب فلسطينيون مثل رشاد أبو شاور ان قصة المسلسل متأثرة بكتاب مشوش ومبالغ به صدر في مصر في السبعينات، والذي يصور قرمان كشخصية اسطورية وغير واقعية، ويشير ان قرمان نفسه قد طالب بسحبه من المكاتب بأمر من المحكمة المصرية بعد نشره، وكانت الشاعرة سعاد قرمان شقيقة عبد الرحيم قد تطرقت ايضًا للمغالطات الكثيرة في المسلسل حول شقيقها.